# Randolph County (Georgia)
Randolph County is een county in de Amerikaanse staat Georgia.
De county heeft een landoppervlakte van 1.112 km² en telt 7.791 inwoners (volkstelling 2000). De hoofdplaats is Cuthbert.